# Cordilura nigrifrons
Cordilura nigrifrons är en tvåvingeart som beskrevs av Sun 1993. Cordilura nigrifrons ingår i släktet Cordilura och familjen kolvflugor.
Artens utbredningsområde är Sichuan (Kina). Inga underarter finns listade i Catalogue of Life.